# Дзансин
Дзансин (яп. 残心; дзансин) — состояние полной концентрации в японских боевых искусствах. В дословном переводе дзансин — «оставшийся разум». В ряде боевых искусств дзансин понимается в более узком смысле и относится к положению тела после выполнения техники.

## В боевых искусствах
В кюдо дзансин означает положение тела после выпуска стрелы; поза предназначена для отражения высшего значения дзансин, который представляет собой умственный аспект, поддерживаемый до, во время и после действия.
В карате дзансин — это состояние полного осознания — осознания своего окружения и противников и быть готовым к реагированию.
В кэндо дзансин — это постоянное состояние духа, умственной концентрации и физической готовности к любой ситуации, которое необходимо поддерживать, когда человек возвращается в камаэ после атаки. Дзансин — один из основных элементов, определяющих хорошо произведённую атаку.
Во время практики айкидо обычный метод тренировки дзансин — сосредоточиться на только что проведённом уке или оппоненте, удерживая камаэ и сохраняя осознанность на случай повторных или последующих атак. В тренировках Ивама-рю дзансин практикуется как общее осознание своего окружения, в котором уке является лишь небольшой частью. В айкидо в стиле Ёсэйкан ученики обучаются поддерживать это постоянное состояние умственной концентрации и физической готовности за пределами стен додзё и в повседневной жизни.